# Jagd & Hund
Die Jagd & Hund (Eigenschreibweise: JAGD & HUND) ist eine Messe, die von der  Messe Westfalenhallen Dortmund veranstaltet wird. 

## Geschichte
1982 wurde die erste Jagd & Hund in Dortmund mit einer Resonanz von 90 Ausstellern und 45.000 Besuchern ausgerichtet. Heute ist sie Europas größte Jagdmesse. 2015 hatte die Messe 833 Aussteller aus 41 Ländern und 77.000 Besucher. Mehr als 30 Prozent der Aussteller und 14 Prozent der Besucher kamen aus dem Ausland.

## Beschreibung

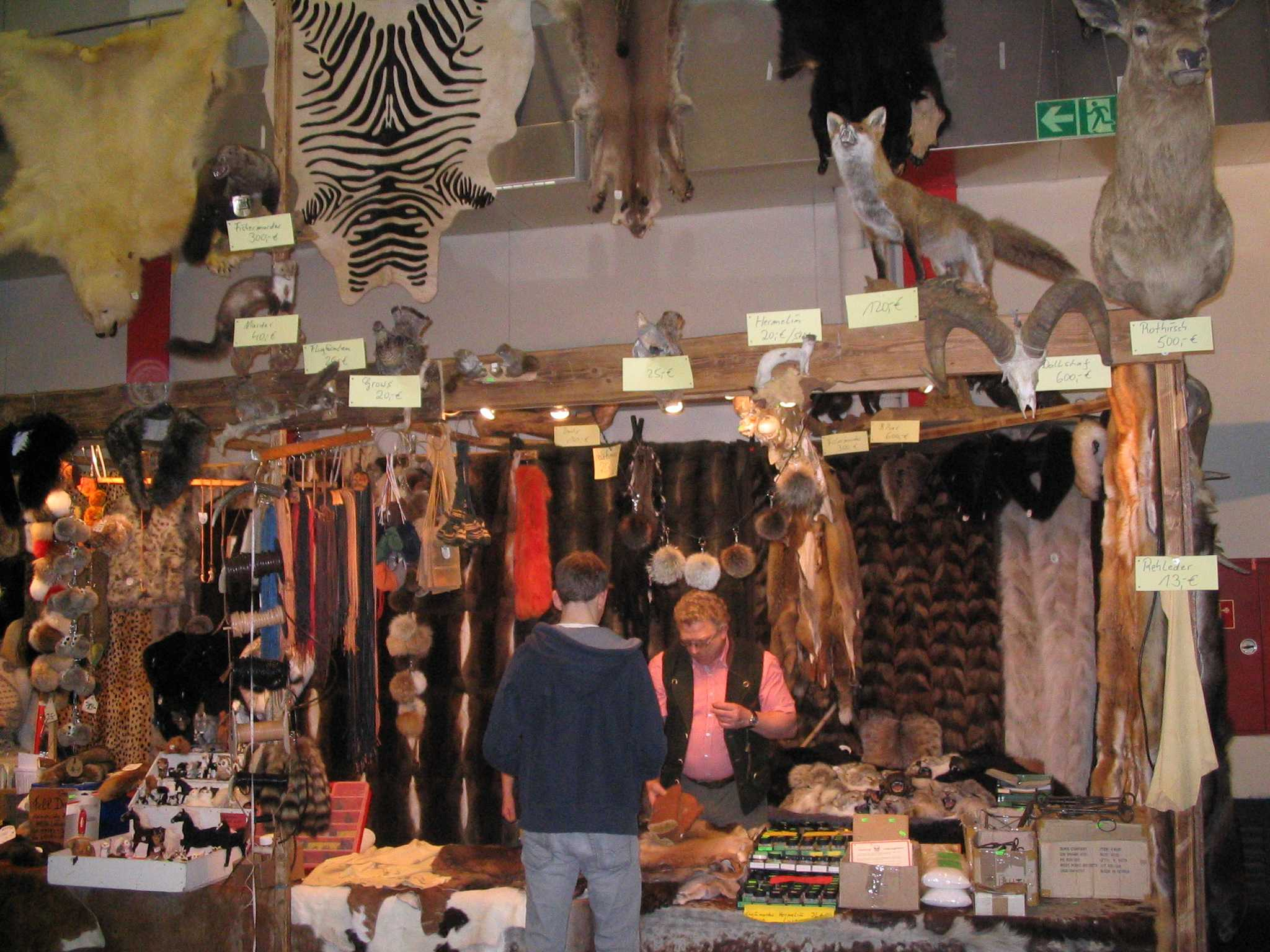
Ein Stand auf der Jagd & Hund 2013

Die Aussteller präsentieren  ein Produkt- und Dienstleistungsangebot aus allen Bereichen der Jagd: Geländefahrzeuge, Jagdbekleidung und -zubehör, Jagdwaffen und Optik, Reisen, Jagdhunde sowie Vorträge und Veranstaltungen. Bis 2013 umfasste die Messe auch den Bereich Angeln und Fischen. Seit 2014 ist dieser Bereich in der eigenständigen Messe Fisch & Angel ausgelagert. Beide Messen finden jeweils parallel statt. 
Träger beider Messen sind der Landesjagdverband NRW, der Jagdgebrauchshundverband e. V. sowie der Fischereiverband Nordrhein-Westfalen.